# Lonchoptera impicta
Espèce
Lonchoptera impicta est une espèce de diptères de la famille des Lonchopteridae.

## Publication originale
- Johan Wilhelm Zetterstedt, Diptera Scandinaviæ disposita et descripta (œuvre littéraire), 1848, [lire en ligne].